# Felipe Lecaros
Felipe Andrés Lecaros Ramírez (Vallenar, Chile, 1 de febrero de 1993) es un futbolista Chileno que juega de defensa.

## Trayectoria
Se inició en las divisiones inferiores de la Universidad de Chile, donde formó parte del grupo de sparring de Jorge Sampaoli en el año 2011, plantel que a la postre lograría la Copa Sudamericana. Al no poder tener un espacio en el plantel de la "U", partiría en el 2012 a Santiago Wanderers por una temporada.
Posteriormente llega a Barnechea al mando de Hugo Vilches, donde junto al equipo logró el ascenso a Primera división de Chile. Finalizado aquel torneo parte a préstamo a Deportes Ovalle club en el cual cumplió dos temporadas, siendo titular y fundamental en la defensa ovallina. Su buen paso por San Antonio Unido y Deportes Santa Cruz Clubes de la Segunda división de Chile lo hicieron crecer profesionalmente y transformarse en un defensa sólido.

## Clubes
| Club                | País  | Año       |
| ------------------- | ----- | --------- |
| Santiago Wanderers  | Chile | 2012      |
| Barnechea           | Chile | 2013-2014 |
| Deportes Ovalle     | Chile | 2014-2016 |
| San Antonio Unido   | Chile | 2016-2017 |
| Deportes Santa Cruz | Chile | 2017      |
| Trasandino          | Chile | 2018      |
| Colchagua           | Chile | 2019      |
| Iberia              | Chile | 2020-2021 |